# عدوى
العدوى أو الخَمَج هي غزو الأنسجة بواسطة العوامل المُمرِضة، وتكاثرها، واستجابة أنسجة المضيف للعامل المُعدي والسموم التي يُنتجها. يُطلق على المرض الناتج عن العدوى اسم المرض المُعدي، كما يُعرف أيضاً بـ المرض الساري أو المرض القابل للانتقال.
يمكن أن تتسبب مجموعة واسعة من العوامل المُمرِضة في حدوث العدوى، أبرزها البكتيريا والفيروسات. ويستطيع المضيف مقاومة العدوى من خلال جهازه المناعي، حيث يستجيب المضيف من الثدييات للعدوى من خلال الاستجابة المناعية الفطرية التي تتضمن غالبًا الالتهاب، تليها الاستجابة المناعية التكيفية.
تعتمد معالجة العدوى على نوع العامل المُمرِض المتسبب بها. تشمل الأدوية الشائعة ما يلي:
- المضادات الحيوية لعلاج العدوى البكتيرية.
- الأدوية المضادة للفيروسات لعلاج العدوى الفيروسية.
- الأدوية المضادة للفطريات لعلاج العدوى الفطرية.
- الأدوية المضادة للأوالي (Antiprotozoals) لعلاج العدوى الناتجة عن الطفيليات الأوالي.
- الأدوية المضادة للديدان (Antihelminthics) لعلاج العدوى الناتجة عن الديدان الطفيلية.

تُعد الأمراض المُعدية مصدر قلق كبير للصحة العامة على مستوى العالم، حيث تسببت في حوالي 9.2 مليون حالة وفاة في عام 2013، أي ما يُعادل 17% من إجمالي الوفيات. ويُطلق على الفرع الطبي المتخصص في دراسة وعلاج العدوى اسم طب الأمراض المُعدية.

## الأنواع
تحدث العدوى بسبب عوامل معدية (مُمْرِضَات) تشمل ما يلي:
- البكتيريا (مثل: المتفطرة السلية، المكورات العنقودية الذهبية، الإشريكية القولونية، المطثية الوشيقية، وأنواع السالمونيلا).

- الفيروسات والعوامل دون الفيروسية مثل الفيرويدات والبريونات (مثل: فيروس نقص المناعة البشرية، الفيروس الأنفي، فيروسات داء الكلب من جنس Lyssavirus مثل فيروس داء الكلب، وفيروس إيبولا، وفيروس كورونا المرتبط بالمتلازمة التنفسية الحادة الشديدة).

- الفطريات، والتي تُصنف فرعياً إلى:[7]

1. الزقيات، وتشمل الخمائر مثل Candida (أكثر أنواع العدوى الفطرية شيوعاً)، والفطريات الخيطية مثل Aspergillus، وأنواع Pneumocystis، والفطريات الجلدية (الفطور الجلدية أو Dermatophytes)، وهي مجموعة من الكائنات تسبب عدوى الجلد والبنى السطحية الأخرى لدى الإنسان.
2. الدعاميات، وتشمل جنس المستخفيات الممرض للإنسان.[8]

- الطفيليات، والتي عادةً ما تُقسم إلى:[9]

1. كائنات وحيدة الخلية (مثل: الملاريا، Toxoplasma، Babesia).
2. الطفيليات الكبيرة (الماكروطفيليات) (الديدان أو الديدان الطفيلية)، وتشمل الديدان الأسطوانية مثل الديدان المستديرة الطفيلية ودودة الدبوس، والديدان الشريطية، والمثقوبات (Trematodes، مثل البلهارسيا). الأمراض التي تسببها الديدان الطفيلية يُطلق عليها أحياناً "عدوى طفيلية" (Infestation)، وأحياناً "عدوى" (Infection).
3. كما يمكن أن تسبب المفصليات مثل القراد، والعث، والبراغيث، والقمل، أمراضاً للإنسان، وهي من الناحية المفهومية مشابهة للعدوى، لكن غزو جسم الإنسان أو الحيوان بواسطة هذه الطفيليات الكبيرة يُسمى عادةً عدوى طفيلية.

## التصنيف
تصنف العدوى عن طريق العامل المسبب والأعراض المرضية إما أن تكون ظاهرةً نشطة وقد تكون غير ظاهرة أو مختفيةً كامنة أي غير مرئية طبيًا.

### العدوى الثانوية
عدوى تحدث أثناء علاج المرض الابتدائي أو بعده.

#### العلامات والأعراض
علامات العدوى تعتمد علي نوع المرض بعض الامراض تؤثر علي كل الجسم مثل التعب، فقدان الشهية، فقدان الوزن، عرق أثناء الليل؛ بعض العلامات تصيب أجهزة معينة ف الجسم مثل الطفح الجلدي والكحة ورشح الأنف في بعض الحالات المريض يمكن يكون بلا أعراض يسمي حامل المرض عدوى بكتيرية أو فيروسية كل منهما يمكن أن يسبب نفس الأعراض وهنا يصبح من الصعب التميز بينهم على الرغم من ضرورة التفريق بينهم لأن العدوى الفيروسية لا تستجيب للمضاد الحيوي الذي يؤثر بفاعلية علي العدوى البكتيرية.

#### الآلية الباثولوجية
هناك سلسلة من الأحداث التي يجب ان تتوفر لحدوث العدوى والتي تشمل وجود عامل مغدي، مخزن للعدوى، مضيف، مخرج للعدوى وطريق لانتقال العدوى إلى كائن آخر. كل العوامل يجب ان تتوفر بترتيب زمني من اجل حدوث العدوى كما أن فهم هذه العوامل يساعد الباحثين في مجال الرعاية الصحية من إنهاء العدوى ومنع حدوثها من البداية.

#### الاستعمار
تبدأ العدوى عندما يدخل كائن حي (فيروس أو بكتيريا) الجسم بنجاح وينمو ويتضاعف بداخله، أغلب البشر لا يصابون بسهولة ولكن الضعفاء والمرضى الذين يعانون من سوء التغذية والمصابون بالسرطان أو السكري لديهم قابلية عالية للأمراض المزمنة ؛والمرضي بقمع الجهاز المناعي عرضي للأمراض الانتهازية. الدخول لجسم المضيف يحدث عن طريق الفتحات مثل الفم والأنف والعين والأعضاء التناسلية والشرج كما أن الميكروبات يمكن أن تظخل عن طريق جروح مفتوحة، بعض الميكروبات يمكنها أن تنمو في المكان التي تدخل منه ؛الغالبية يهاجرون إلى أعضاء الجسم المختلفة. بعض الجراثيم تنمو ف الخلايا المضيفة بينما الآخر ينمو في سوائل الجسم. ليست كل الخلايا الاستعمارية مضرة للجسم فهناك بعض المستعمرات البكتيرية في جسم الإنسان غير معدية مثل بعض أنواع البكتيريا اللاهوائية التي تستعمر قولون الثدييات وبكتيريا ال staph التي توجد علي جلد الإنسان؛ الفرق بين العدوى والاستعمار هي الظروف المحيطة فالكائنات الغير مؤذية يمكن أن تتحول إلى ضارة عند تغير بعض الظروف المحيطة مثل نقص في مناعة الإنسان. المتغيرات التي يتوقف عليها نتيجه مهاجمة الميكروبات للخلايا:
- طريقة دخول الميكروب للجسم.
- سلالة الميكروب.
- -طريقة وصول الميكروب للعضو المقصود ف الجسم المضيف.

#### المرض
الامراض تنتج عند نقص المناعة، تنتج الميكروبات مجموعة من السموم والانزيمات التي تحطم خلايا المضيف وعلى سبيل المثال بكتيريا التيتانس تتتج سموم تحدث شلل ف العضلات وبكتريا العنقوديّة تفرز سموم تؤدي إلى التعفن، لا تسبب كل الجراثيم في مرض للمضيف مثال ذلك ان اقل من 5%من الاشخاص المصابين بشلل الأطفال يظهر عليهم المرض. استمرارالعدوى يحدث لان الجسم يكون غير قادر علي التخلص من الميكروب بعد حدوث العدوى والعدوى الكامنة تتميز بعودة العدوى مرة اخري بعد اختفائهامثل بعض الفيروسات التي بمجرد ان تصيب الجسم لا تتركه مثال ذلك فيروس الهربس والذي يميل إلى الاختفاء في الأعصاب وينشط ف ظروف محددة

## العلاجات

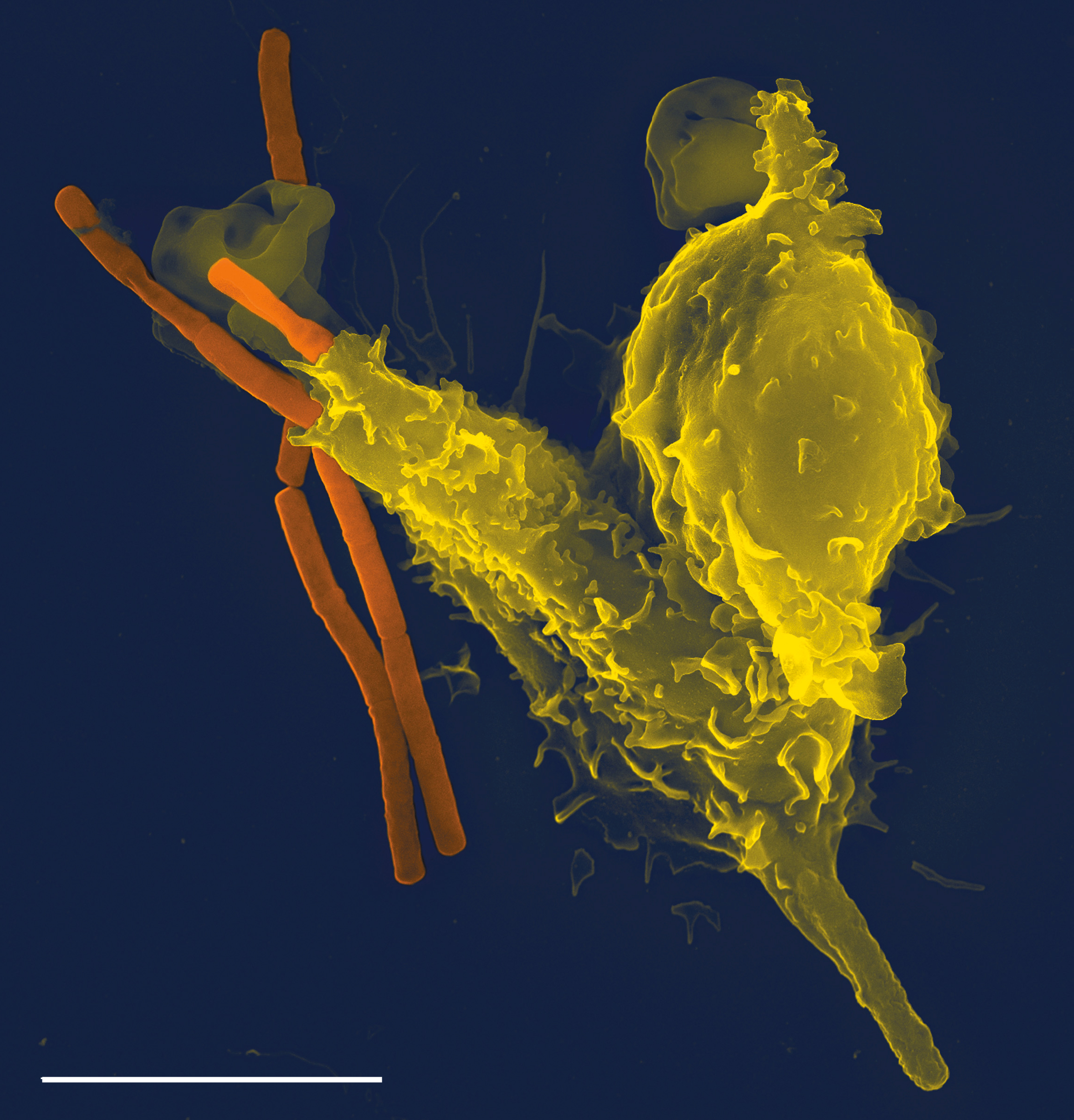
صورة بالمجهر الإلكتروني الماسح لخلية مُتعادلة (أصفر) تبتلع بكتيريا الجَمْرَة الخبيثة (برتقالي)

عندما تهاجم العدوى الجسم، تستطيع الأدوية المضادة للعدوى كبحها. توجد عدة أنواع واسعة من الأدوية المضادة للعدوى، اعتمادًا على نوع الكائن الحي المستهدف. تشمل هذه الأدوية مضادات الجراثيم (بما في ذلك مضادات السل) ومضادات الفيروسات والفطريات والطفيليات (بما في ذلك مضادات الطفيليات ومضادات الديدان). اعتمادًا على شدة العدوى ونوعها، يمكن إعطاء المضاد الحيوي عن طريق الفم أو الحقن، أو يمكن استخدامه موضعيًا. عادةً ما تُعالج التهابات الدماغ الشديدة بالمضادات الحيوية عن طريق الوريد. يُستخدم أحيانًا العديد من المضادات الحيوية في حالة وجود مقاومة لمضاد حيوي واحد. المضادات الحيوية تعمل فقط في حالات الإصابة البكتيرية ولا تؤثر على الفيروسات. تعمل المضادات الحيوية عن طريق إبطاء تكاثر البكتيريا أو قتلها. تشمل أكثر فئات المضادات الحيوية شيوعًا المستخدمة في الطب البنسلين والسيفالوسبورين والأمينوغليكوزيدات والماكروليد والكينولونات والتتراسيكلين.
لا تتطلب جميع أنواع العدوى العلاج، وبالنسبة للعديد من حالات العدوى التي تتحدد من تلقاء نفسها، قد يؤدي العلاج إلى آثار جانبية أكثر من الفوائد. إن الإشراف على مضادات الميكروبات هو مفهوم يوجب على مقدمي الرعاية الصحية أن يعالجوا العدوى بمضاد للميكروبات يعمل بشكل جيد على وجه التحديد مع العامل الممرض المستهدف لأقصر فترة زمنية، ويُستخدَم للعلاج فقط عندما يكون هناك عامل ممرض معروف أو مشتبه باستجابته بشدة للأدوية.

## وبائيًا
في عام 2010، توفي حوالي 10 ملايين شخص بسبب الأمراض المعدية.
تجمع منظمة الصحة العالمية معلومات عن الوفيات العالمية حسب فئات رمز التصنيف الدولي للأمراض (ICD). يحتوي الجدول التالي أهم الأمراض المعدية حسب عدد الوفيات لعام 2002.
العوامل الثلاثة الأولى المسببة لوفيات الأمراض المعدية هي فيروس نقص المناعة البشرية/الإيدز والسل والملاريا. في حين انخفض عدد الوفيات بسبب كل الأمراض تقريبًا، زادت الوفيات بسبب فيروس نقص المناعة البشرية/الإيدز أربعة أضعاف. تشمل أمراض الطفولة السعال الديكي وشلل الأطفال والدفتيريا والحصبة والكزاز. ويشكل الأطفال نسبة كبيرة من الوفيات الناجمة عن أمراض الجهاز التنفسي السفلي والإسهال. في عام 2012، مات حوالي 3.1 مليون شخص بسبب التهابات الجهاز التنفسي السفلي، مما يجعله السبب الرئيسي الرابع للوفاة في العالم.

## التشخيص
هنالك علامات مميزة على وجه التحديد وتدل على وجود المرض وتسمى الأعراض المرضية. وهي نادرة الحدوث، عندما يكون هنالك شك في وجود عدوى ما فالخطوة الأولى: أخذ عينة من الدم، والبول، والبلغم للتذريع. تحليل الأشعة السينية للصدر، أو عينة براز المريض قد تساعد أيضا التشخيص. اختبار السائل الشوكي لضمان عدم وجود عدوى بالدماغ. في الأطفال وجود ازرقاق الجلد، وسرعة التنفس، والبقع الدموية الحمراء والطفح الجلدي يزيد من مخاطر احتمالية العدوى. هنالك مؤشرات هامة أخرى تشمل متابعة ومراقبة الوالدين، والمتابعة الطبية والسريرية، وكذلك ارتفاع درجة الحرارة أكثر من 40 °C.

### انتقال العدوى
تنتقل الميكروبات المسببة للعدوى عبر طرق مختلفة. فقد يصاب المرء بالعدوى عن طريق تعرضه المباشر للميكروبات، ويتعلق الامر هنا بالبكتيريا والفيروسات والفطريات والطفيليات وتنتقل العدوى كذلك من شخص مريض إلى شخص سليم.
وتدخل الكائنات الحية المختلفة إلى جسم الإنسان من عدة طرق مثل الهواء عن طريق الرئتين ومع الطعام عن طريق الفم وكذلك عن طريق فتحات الجسم الأخرى مثل الإحليل والشرج والغدد العرقية وعن طريق جروح الجلد، وتسبب الكائنات الحية عدة أفعال على الثوي أهمها:
1. الفعل الاختلاسي: وهو الفعل الثابت تقريبًا لأن جميع الكائنات تقوم به للحصول على غذائها، يكون الفعل الاختلاسي في بعض الحالات بسيطًا لا أثر له إذ لا يؤدي إلى أية ظواهر محسوسة، لكن يكون هذا الفعل ملحوظًا بشدة عندما يكون عدد الكائنات كبيرًا
2. الفعل السمي: تفرز بعض الكائنات موادًا سامة في الجسم تؤدي إلى اضطرابات عصبية
3. الفعل الخافض للمناعة: تؤدي بعض مفرزات الكائنات إلى أفعال أرجية أو أفعال تأقية أو انخفاض في الدفاع المناعي
4. التبدلات النسيجية: حدوث أورام حبيبة ملتهبة تتليف لاحقًا

## الوقاية
قد تساعد تقنيات مثل غسل اليدين وارتداء الألبسة المهنية وأقنعة الوجه في الوقاية من الإصابة بالعدوى المنتقلة من شخص إلى آخر. بدأ استخدام التقنية التعقيم في الطب والجراحة في أواخر القرن التاسع عشر، وخفضت بصورة كبيرة من احتمال حدوث العدوى الناتجة عن الجراحة. يبقى غسل الأيدي المتكرر أهم وسيلة دفاعية في وجه انتشار الكائنات غير المرغوب بها. ثمة أنواع أخرى للوقاية مثل تجنّب استخدام المخدرات غير المشروعة، واستخدام الواقي الذكري، وارتداء القفازات، واتّباع نمط حياة صحي يتضمن حمية غذائية متوازنة وتمارين رياضية منتظمة. ويُعتبر طبخ الأطعمة جيدًا وتجنّب تناول الأطعمة المتروكة خارجًا لفترة طويلة مهمًا أيضًا.
تشمل المواد المضادة للجراثيم التي تُستخدَم لمنع انتقال العدوى:
- المعقمات: تُطبَّق على الجلد/ النسيج الحي.
- المطهّرات: تُدمِّر الأحياء الدقيقة الموجودة على الأشياء غير الحية.
- المضادات الحيوية: وتدعى بالواقيات عندما تستخدم على سبيل الوقاية لا لعلاج للعدوى. على كل حال، يؤدي الاستخدام طويل الأمد للمضادات الحيوية إلى حدوث مقاومة لدى الجراثيم. ورغم أن البشر لا يكوّنون مناعة ضد المضادات الحيوية، تكوّن الجراثيم مناعة ضدها. لذا فإن تجنّب استخدام المضادات الحيوية لفترة أطول من اللازم يساعد في منع الجراثيم من تشكيل طفرات قد تؤدي إلى حدوث مقاومة لديها على هذه المضادات الحيوية.

أحد طرق الوقاية أو تبطئ انتقال الأمراض المعدية هو التعرف على الميزات المختلفة للأمراض المتنوعة. تتضمن بعض ميزات الأمراض الخطيرة التي يجب تقييمها الفوعة (حِدّة الجرثوم أو الفيروس) والانتقال البعيد عبر الضحايا ودرجة العدوى. على سبيل المثال، تضعف السلالات التي تصيب البشر من فيروس إيبولا ضحاياها بسرعة وشدة، وتقتلهم بعد ذلك بفترة قصيرة. نتيجة لذلك، لا يحظى ضحية هذا المرض بفرصة السفر بعيدًا عن المكان الأولي للعدوى. يجب أن ينتشر هذا الفيروس عبر الآفات الجلدية أو الأغشية النفوذة مثل العينين. لذا لا تكون الفترة الأولى من الإصابة بفيروس إيبولا معدية جدًا كون ضحاياه يعانون فقط من نزف داخلي. نتيجة للسمات سابقة الذكر، يكون انتشار الإيبولا سريعًا جدًا، ويبقى عادة في منطقة جغرافية محددة نسبيًا. على العكس من ذلك، يقتل فيروس عوز المناعة المكتسب البشري ضحاياه ببطء شديد عبر مهاجمة جهازهم المناعي. نتيجة لذلك، ينقل الكثير من ضحاياه الفيروس لأشخاص آخرين قبل أن يدركوا حتى أنهم يحملون هذا المرض. بالإضافة إلى ذلك، تسمح فوعة الفيروس المنخفضة نسبيًا لضحاياه بالسفر إلى مناطق بعيدة ما يزيد احتمال حدوث وباء.
إحدى الطرق الأخرى لإنقاص معدل انتقال الأمراض المعدية هي التعرف على تأثيرات شبكات العالم الصغير. في الأوبئة، غالبًا ما تحدث تفاعلات ُمكثَّفة بين البؤر أو مجموعات الأشخاص المصابين وتفاعلات أخرى بين البؤر المنفصلة للأشخاص المعرضين للعدوى. رغم التفاعل القليل بين البؤر المنفصلة، فإن المرض قد ينتقل وينتشر بين الأشخاص المعرَّضين من خلال عدد قليل من التفاعلات أو حتى تفاعل واحد فقط مع شخص مصاب. لذا يمكن تقليل معدل انتشار العدوى في شبكات العالم الصغير إذا استبعِدت التفاعلات بين الأشخاص في بؤر العدوى. على كل حال، قد تتناقص معدلات العدوى كثيرًا إذا كان التركيز كبيرًا على الوقاية من حدوث الانتقال بين البؤر. يعَد استخدام برامج تبديل الإبر في المناطق ذات الكثافة العالية بمتعاطي المخدرات المصابين بفيروس عوز المناعي المكتسب البشري أحد الأمثلة على التطبيق الناجح لهذه الطريقة العلاجية. أحد الأمثلة الأخرى هو استخدام الإزالة الانتقائية أو إعطاء اللقاح للماشية التي تكون محتملة التعرض في المزارع القريبة من أجل الوقاية من انتشار الفيروس الفم والقدم في عام 2001.
إحدى الطرق العامة للوقاية من انتقال العوامل المرضية المنقولة بنقل هي مكافحة الحشرات.

## نظرية جرثومية المرض
كان المؤرخ اليوناني ثوسيديدس (حوالي 460 - 400 قبل الميلاد تقريبًا) أول شخص في العصور القديمة يكتب في روايته عن طاعون أثينا، أن الأمراض يمكن أن تنتشر من شخص مصاب إلى الآخرين. في كتابه عن الأنواع المختلفة للحمى (حوالي 175 م)، تكهن الطبيب اليوناني الروماني جالينوس بأن الأوبئة تنتشر عن طريق «بذور معينة من الطاعون»، والتي كانت موجودة في الهواء. في ساسروتا سامهيتا، وضع الطبيب الهندي القديم سوشروتا نظرية: «الجذام والحمى والسل وأمراض العين وغيرها من الأمراض المعدية تنتشر من شخص إلى آخر عن طريق الاتصال الجنسي، والاتصال الجسدي، وتناول الطعام معًا، والنوم معًا، والجلوس معًا، واستخدام نفس الملابس والأكاليل والمعاجين». يعود تاريخ هذا الكتاب إلى القرن السادس قبل الميلاد تقريبًا.
اقتُرح شكل أساسي من نظرية العدوى من قبل الطبيب الفارسي ابن سينا في كتاب القانون في الطب (1025)، والذي أصبح فيما بعد الكتاب الطبي الأكثر موثوقية في أوروبا حتى القرن السادس عشر. في الكتاب الرابع من القانون، ناقش ابن سينا الأوبئة، موضحًا نظرية المستنقع الكلاسيكية وحاول مزجها مع نظريته المبكرة عن العدوى. وذكر أن الناس يمكن أن ينقلوا المرض إلى الآخرين عن طريق التنفس، وأشار إلى العدوى بمرض السل، وناقش انتقال المرض عن طريق الماء والتراب. ناقش العديد من العلماء المسلمين في الدولة الأيوبية مفهوم العدوى غير المرئية لاحقًا، وأشاروا إليها بالنجاسة (المواد النجسة). أعطى عالم الفقه ابن الحاج العبدري (حوالي 1250–1336)، أثناء مناقشة النظام الغذائي الإسلامي والنظافة، تحذيرات عن كيف يمكن للعدوى أن تلوث الماء والغذاء والملابس، ويمكن أن تنتشر عبر إمدادات المياه، وربما تكون العدوى الضمنية هي جزيئات غير مرئية.
عندما وصل الطاعون الدبلي الموت الأسود إلى الأندلس في القرن الرابع عشر، افترض الطبيبان العربيان ابن خطيمة (حوالي 1369) وابن الخطيب (1313-1374) أن الأمراض المعدية ناجمة عن «أجسام دقيقة» ووصفوا كيف يمكن أن ينتقل عن طريق الملابس والأواني. أصبحت أفكار العدوى أكثر شعبية في أوروبا خلال عصر النهضة، وخاصة من خلال كتابات الطبيب الإيطالي جيرولامو فراكاستورو. طوّر أنطون فان ليفينهوك (1632–1723) علم الفحص المجهري بكونه أول من لاحظ الكائنات الحية الدقيقة، مما سمح برؤية البكتيريا بسهولة.
في منتصف القرن التاسع عشر، كان لجون سنو وويليام بود تأثير مهم في إثبات إمكانية انتقال عدوى التيفوئيد والكوليرا من خلال المياه الملوثة. يعود الفضل لكل منهما في انخفاض وباء الكوليرا في مدنهما من خلال تنفيذ تدابير لمنع تلوث المياه. أثبت لويس باستور بما لا يدع مجالًا للشك أن بعض الأمراض تسببها عوامل معدية، وطوّر لقاحًا ضد داء الكلب. قدم روبرت كوخ لدراسة الأمراض المعدية أساسًا علميًا يعرف باسم مسلمات كوخ. طوّر إدوارد جينر، وجوناس سالك، وألبرت سابين لقاحات فعالة ضد الجدري وشلل الأطفال، مما أدى لاحقًا إلى تخفيض هذه الأمراض وشبه القضاء عليها. اكتشف ألكسندر فليمنج أول مضاد حيوي في العالم، البنسلين، والذي طوره فلوري وتشين بعد ذلك. طور جيرهارد دوماجك السلفوناميدات، وهي أول أدوية مضادة للجراثيم اصطناعية واسعة النطاق.

### الأخصائيين الطبيين
يندرج علاج الأمراض المعدية في المجال الطبي للأمراض المعدية وفي بعض الحالات تتعلق دراسة الانتشار بمجال علم الأوبئة. بشكل عام، تُشخص العدوى في البداية من قبل أطباء الرعاية الأولية أو أخصائيي الطب الباطني. إذ يعالج طبيب الباطنة أو أخصائي الأمراض الصدرية الالتهاب الرئوي «غير المعقد» بشكل عام. وبالتالي فإن عمل أخصائي الأمراض المعدية يستلزم العمل مع كل من المرضى والممارسين العامين، بالإضافة إلى علماء المختبرات وعلماء المناعة وعلماء البكتيريا وغيرهم من المتخصصين.
يُنبّه فريق الأمراض المعدية في حالة:
- عدم الوصول إلى تشخيص نهائي بعد إجراء الاستقصاءات الأولية.
- عندما يعاني المريض من نقص المناعة (مثل مرض الإيدز أو بعد العلاج الكيميائي).
- عندما يكون العامل المعدي من طبيعة غير شائعة (مثل الأمراض الاستوائية).
- عند عدم استجابة المرض للمضادات الحيوية من الخط الأول.

عندما يكون المرض خطيرًا على المرضى الآخرين، ويلزم عزل المريض.